# 弘電社
株式会社弘電社（こうでんしゃ、英: Kodensha Co., Ltd.）は、電気設備工事などを行う三菱電機グループ系の企業である。三菱電機の依存度は約25%。重電、電子機器の販売を行っている。

## 沿革
- 1910年（明治43年）3月 -東京市京橋区にて「合資会社弘電舎」として創業。創業者は弘田国太郎。
- 1917年（大正6年）- 組織変更により株式会社弘電社として設立。
- 1926年（大正15年）- 三菱電機株式会社の代理店となる。
- 1951年（昭和26年）
  - 1月 - 電力再編に伴い北海道支社を北弘電社に営業譲渡。
  - 6月 - 三菱電機が資本参加。同社の子会社となる。
- 1962年（昭和37年）- 東京証券取引所2部に上場。
- 2003年（平成15年）- 中国、北京に弘電社技術諮問（北京）有限公司を設立。
- 2004年（平成16年）- 北京の弘電社技術諮問（北京）有限公司を、弘電社機電工程（北京）有限公司に社名変更。
- 2008年（平成20年）- 中国、北京に弘電社物業管理（北京）有限公司を設立。

## 関連会社
- 弘電工事株式会社
- 弘電社電機工程（北京）有限公司
- 弘電社物業管理（北京）有限公司

## 参考資料
- 株式会社北弘電社有価証券報告書第64期
- 株式会社弘電社有価証券報告書第138期